# Staphylinochrous
Staphylinochrous là một chi bướm đêm thuộc họ Anomoeotidae.

## Các loài
- Staphylinochrous albabasis Bethune-Baker, 1911
- Staphylinochrous angustifascia Hering, 1937
- Staphylinochrous approximata Hering, 1937
- Staphylinochrous defasciata Hering, 1937
- Staphylinochrous elongata Hering, 1937
- Staphylinochrous euryperialis Hampson, 1910
- Staphylinochrous euryphaea Hampson, 1920
- Staphylinochrous flavida Hampson, 1920
- Staphylinochrous fulva Hampson, 1910
- Staphylinochrous heringi Alberti, 1954
- Staphylinochrous holotherma Hampson, 1920
- Staphylinochrous longipennis Hering, 1937
- Staphylinochrous meinickei Hering, 1928
- Staphylinochrous melanoleuca Hampson, 1910
- Staphylinochrous pygmaea Bethune-Baker, 1911
- Staphylinochrous ruficilia Hampson, 1920
- Staphylinochrous sagittata Hering, 1937
- Staphylinochrous sordida Hering, 1937
- Staphylinochrous ugandensis Hering, 1937
- Staphylinochrous whytei Butler, 1894